# Hans Petzold
Hans Petzold (* 27. November 1913 in Schielo; † nach 1979) war ein deutscher Mediziner und Hochschullehrer für Innere Medizin.

## Leben und Werk
Hans Petzold studierte Medizin, promovierte zum Dr. med. und habilitierte sich. 1957 wurde er neben Eberhard Perlick Dozent an der Medizinischen Akademie in Magdeburg. 1965 erhielt er an der Universität Leipzig eine Professur mit Lehrauftrag. Daneben war er als Oberarzt am Medizinischen Universitätsklinikum in Leipzig tätig. Später wurde er Leiter der Gastroenterologischen Abteilung der Medizinischen Klinik der Karl-Marx-Universität Leipzig.
Er war seit 1957 Mitglied der Deutschen Gesellschaft für Innere Medizin und seit 1959 Mitglied der Gesellschaft Deutscher Naturforscher und Ärzte.

## Schriften (Auswahl)
- (mit Rolf Emmrich): Über den Lokalisatoreffekt in der Pathogenese der experimentellen Endangiitis. Klinische Wochenschrift 30 (1952), S. 488–492.
- Die Wirkung von Penicillin auf die experimentelle Endangiitis. In: Klinische Wochenschrift 31 (1953), S. 270–272.
- Propädeutik der inneren Medizin. Einführung in die Grundlagen der inneren Medizin. 1962.
- (mit Jan Kotrlik): Laparoskopiefibel. Leipzig 1977.
- Propädeutik der inneren Medizin. Einführung in die Grundlagen der inneren Medizin. 3. Aufl. 1978.